# Théocratie constitutionnelle
 (février 2021).
Si vous disposez d'ouvrages ou d'articles de référence ou si vous connaissez des sites web de qualité traitant du thème abordé ici, merci de compléter l'article en donnant les références utiles à sa vérifiabilité et en les liant à la section « Notes et références ».
 (février 2021).
La mise en forme du texte ne suit pas les recommandations de Wikipédia : il faut le « wikifier ».
Les points d'amélioration suivants sont les cas les plus fréquents :
- Les titres sont pré-formatés par le logiciel. Ils ne sont ni en capitales, ni en gras.
- Le texte ne doit pas être écrit en capitales (les noms de famille non plus), ni en gras, ni en italique, ni en « petit »…
- Le gras n'est utilisé que pour surligner le titre de l'article dans l'introduction, une seule fois.
- L'italique est rarement utilisé : mots en langue étrangère, titres d'œuvres, noms de bateaux, etc.
- Les citations ne sont pas en italique mais en corps de texte normal. Elles sont entourées par des guillemets français : « et ».
- Les listes à puces sont à éviter, des paragraphes rédigés étant largement préférés. Les tableaux sont à réserver à la présentation de données structurées (résultats, etc.).
- Les appels de note de bas de page (petits chiffres en exposant, introduits par l'outil «  Source ») sont à placer entre la fin de phrase et le point final[comme ça].
- Les liens internes (vers d'autres articles de Wikipédia) sont à choisir avec parcimonie. Créez des liens vers des articles approfondissant le sujet. Les termes génériques sans rapport avec le sujet sont à éviter, ainsi que les répétitions de liens vers un même terme.
- Les liens externes sont à placer uniquement dans une section « Liens externes », à la fin de l'article. Ces liens sont à choisir avec parcimonie suivant les règles définies. Si un lien sert de source à l'article, son insertion dans le texte est à faire par les notes de bas de page.
- La présentation des références doit suivre les conventions bibliographiques. Il est recommandé d'utiliser les modèles {{Ouvrage}}, {{Chapitre}}, {{Article}}, {{Lien web}} et/ou {{Bibliographie}}. Le mode d'édition visuel peut mettre en forme automatiquement les références.
- Insérer une infobox (cadre d'informations à droite) n'est pas obligatoire pour parachever la mise en page.

Pour une aide détaillée, merci de consulter Aide:Wikification.
Si vous pensez que ces points ont été résolus, vous pouvez retirer ce bandeau et améliorer la mise en forme d'un autre article.
 (février 2021).

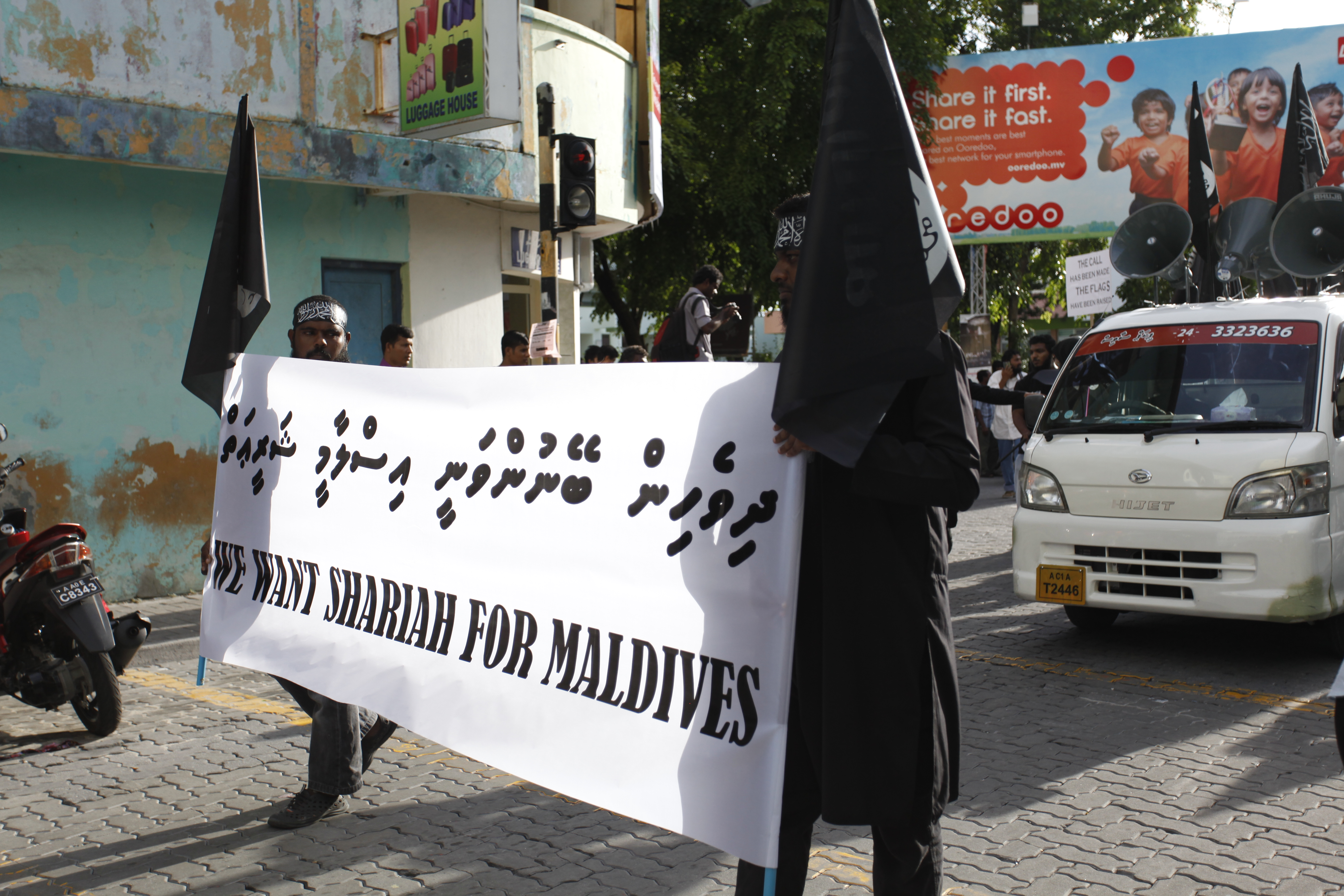
Manifestation réclamant l'application de la charia aux Maldives en 2014. Les Maldives sont considérées comme un exemple de théocratie constitutionnelle étant donné que la Constitution des Maldives stipule que l'islam est la religion d'État et l'une des pierres angulaires du droit aux Maldives.

L’expression théocratie constitutionnelle décrit une forme de gouvernement élu dans laquelle une seule religion obtient un rôle central faisant autorité dans le système juridique et politique. Contrairement à une théocratie pure, le pouvoir réside dans des personnalités politiques laïcisées opérant dans les limites d’une constitution, plutôt que dans la direction religieuse.

## Histoire
L’expression a été utilisée en relation avec le gouvernement iranien de l’ayatollah Khomeini en 1987 par Olivier Roy[réf. nécessaire], et à partir des années 1990 a été utilisée dans les discussions de l’Iran, et parfois d’autres gouvernements. Le professeur Mahmood Mamdani[réf. nécessaire] a parlé d’une « théocratie constitutionnelle » dans le contexte d’une « autorité cléricale à l’échelle de l’État en Iran ». Ran Hirschl, de la faculté de droit de l’université de Toronto, a écrit plus d’un article sur les « théocraties constitutionnelles » : par exemple, considérant « les États modernes officiellement régis par les principes des lois islamiques de la charia »[réf. nécessaire].
Le concept de théocratie constitutionnelle est également utilisé par les journalistes qui écrivent sur l’Iran[réf. nécessaire], ou sur le processus d’élaboration d’une constitution en Irak[réf. nécessaire], et dans les discussions générales sur la relation entre la religion et le gouvernement. À la suite de son lien avec la révolution islamique iranienne, l’expression a également été utilisée pour discuter, entre autres sujets, de la politique turque du début du XXe siècle[réf. nécessaire] et de la politique tchétchène contemporaine[réf. nécessaire].